# Hertog van Montrose

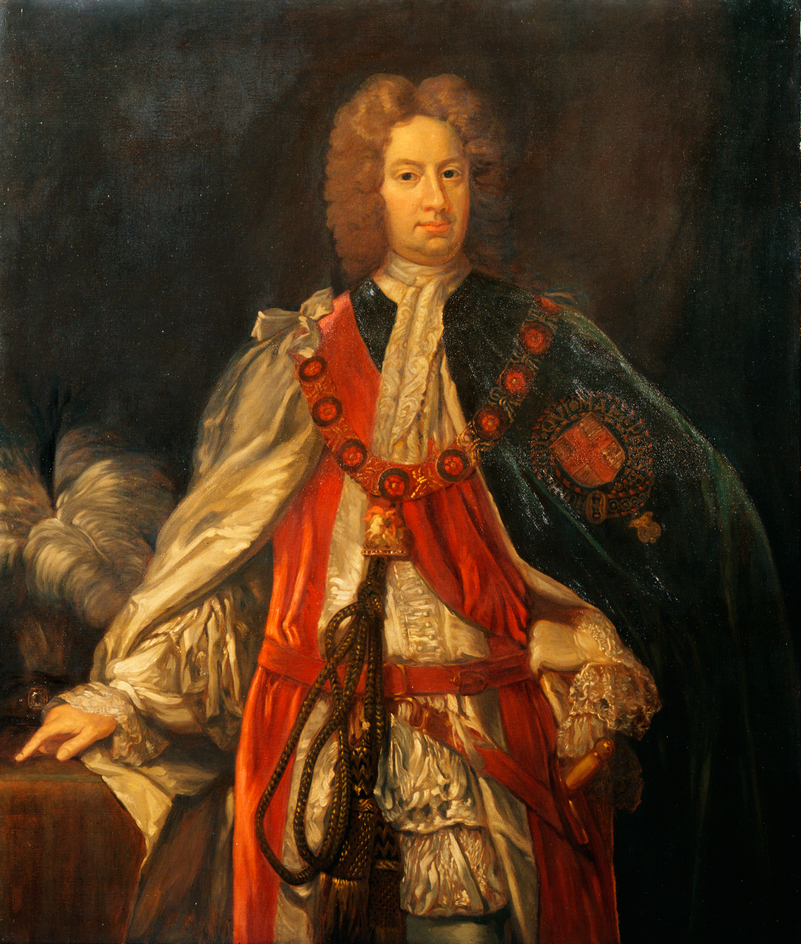
James Graham, eerste hertog van Montrose (tweede creatie)

Hertog van Montrose (Engels: duke of Montrose) is een Schotse adellijke titel, vernoemd naar de plaats Montrose in het council area Angus.
De titel werd in 1488 voor het eerst gecreëerd door Jacobus III van Schotland voor David Lindsay, 5e graaf van Crawford. Toen Jacobus IV later dat jaar echter de troon besteeg werd hem het hertogdom afgenomen. Een jaar later werd hij weer hersteld in de titel, echter voor zijn leven alleen. Met zijn dood in 1495 stierf de titel dus weer uit.
In 1707 werd de titel opnieuw gecreëerd door koningin Anne voor James Graham, 4e markgraaf van Montrose. Zijn nakomelingen dragen de titel nog steeds.

## Hertog van Montrose, eerste creatie (1488)
- 1488 – 1495: David Lindsay (1440 – 1495), 1e hertog van Montrose

## Hertog van Montrose, tweede creatie (1707)
- 1707 – 1742: James Graham (1682 – 1742), 4e markgraaf van Montrose, 1e hertog van Montrose
- 1742 – 1790: William Graham (1712 – 1790), 2e hertog van Montrose
- 1790 – 1836: James Graham (1755 – 1836), 3e hertog van Montrose
- 1836 – 1874: James Graham (1799 – 1874), 4e hertog van Montrose
- 1874 – 1925: Douglas Beresford Malise Ronald Graham (1852 – 1925), 5e hertog van Montrose
- 1925 – 1954: James Graham (1878 – 1954), 6e hertog van Montrose
- 1954 – 1992: James Angus (1907 – 1992), 7e hertog van Montrose
- 1992 – heden: James Graham (* 1935), 8e hertog van Montrose